# Собчук Олег Миколайович
Оле́г Микола́йович Собчу́к (нар. 17 жовтня 1980, Тернопіль, УРСР) — український рок-музикант, засновник і фронтмен рок-гурту СКАЙ. Член спілки авторів України.

## Життєпис

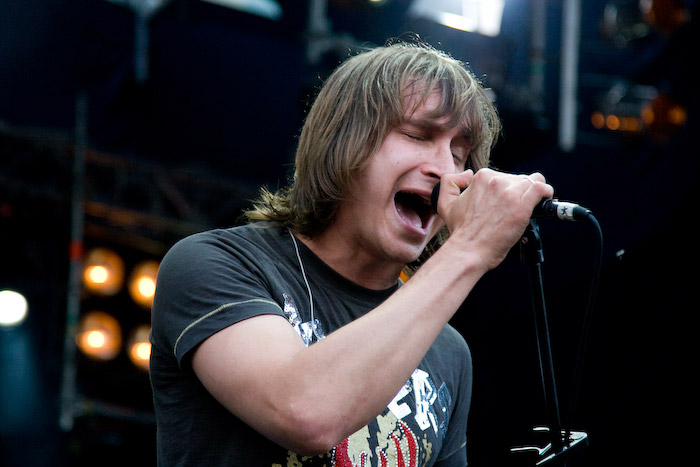
Олег Собчук у 2008

Олег народився в Тернополі. У дитинстві захоплювався спортом, любив кататися на велосипеді і мопеді. Після закінчення школи № 27 в Тернополі Олег рік навчався у Галицькому коледжі за спеціальністю шофера-автослюсаря, згодом — у Тернопільському педуніверситеті, де здобув спеціальність «практичний психолог та соціальний педагог у закладах освіти».
2004 року працював торговим представником у мережі гуртівень «Торговий світ» у Тернополі. Любить творчість U2 , Queen, The Killers, Coldplay.
З 2005 року живе і працює в Києві.

## Громадська позиція
2007 року було випущено відеокліпи на композиції «Як мене звати» та «Best друг», де гурт Собчука звертає увагу на поширення СНІДу в Україні, а також відображує проблему ставлення до ВІЛ-позитивних людей.
Під час Євромайдану разом з іншими українськими музикантами в ніч проти 1 грудня 2013 записав кліп на пісню «Kozak System» «Брат за брата» (слова О. Положинського), в якому кадри з музикантами в студії звукозапису чергуються з відео з протестів на Євромайдані і побиттям студентів у ніч на 1 грудня.
З початком Російсько-української війни на сході України Олег постійно проводить виступи на підтримку українських військових, проводить закупівлю обладнання і амуніції і виступає в тому числі на лінії фронту.
Принципово не бере участі у заходах, які можуть бути пов'язані з політичними силами. Олег із гуртом не проводить жодних виступів в Росії. В інтерв'ю Олег заявив, що музиканти розглянуть таку можливість лише тоді, коли закінчиться війна і в Росії закінчиться путінський режим.
17 вересня 2019 року Собчук створив благодійний фонд «Подаруй світло». 2020 року, до 20-ліття гурту, заплановано провести ювілейний тур Україною та за кордоном. 10 % з кожного квитка буде перераховано до фонду. Фонд має на меті допомагати дітям-сиротам та також дітям з обмеженими можливостями.
2022 року, після повномасштабного вторгнення РФ до України, Олег вступив до добровольчого батальйону, охороняв стратегічний об'єкт, після цього зайнявся волонтерською діяльністю.
Протягом 2022—2022 років, гурт відвідав десятки міст із концертами, також Олег із гуртом продовжив благодійні виступи для захисників України на фронті та провів серію гуманітарних концертів в Україні та за кордоном (США, Норвегія, Чехія, Польща, Німеччина), збираючи гроші на гуманітарну допомогу. У Чернігові та Кременчуці гурт був першим, хто приїхав на виступи після 24 лютого 2022 року, також було проведено виступ у Чорнобаївці. На виступ у Херсоні гурт приїхав у потрібне місце на кілька годин пізніше запланованого, що врятувало життя його учасникам: місце проведення було атаковано ракетами зранку того ж дня.
На концертах 2023 року Собчук разом з гуртом проводив концерти, збираючи гроші військовим на лікування. У травні 2023 Собчук провів у Полтавській області серію концертів для військовослужбовців, що проходили реабілітацію після звільнення з полону.

## Творчість
З 10 років Олег захоплюється музикою, вчиться грати на гітарі брата. Він не має професійної музичної освіти, всьому вчиться сам.
2001 року заснував гурт «С. К. А. Й.», свій перший виступ з гуртом Олег провів 14 лютого 2001 року в ПК ім. Довженка у Тернополі.
Усі тексти Олег пише сам (крім пісні «Не йди»). 2005 року під час виступів у проекті «Молода кров» на М1 молодих музикантів помітив Едуард Клим і запропонував підписати контракт з Lavina Music. Завдяки цій співпраці гурт отримав свою першу велику популярність. 2013 року Олег разом з гуртом брав участь у концертах, присвячених закінченню Другої світової війни.
2016 року гурт Олег вирішив закінчити співпрацю із лейблом і самостійно займатись розвитком гурту СКАЙ.
Музика Олега використовувалась в рекламних кампаніях фабрики Світоч, пива Опілля. Окрім того, Собчук — автор пісні, що є неофіційним гімном київського футбольного клубу Динамо-Київ.
2016 року на святкуванні 15-ліття гурту ювілейні концерти пройшли Україною, а також в Лондоні, Дубліні та Парижі.

### Виступи на фестивалях

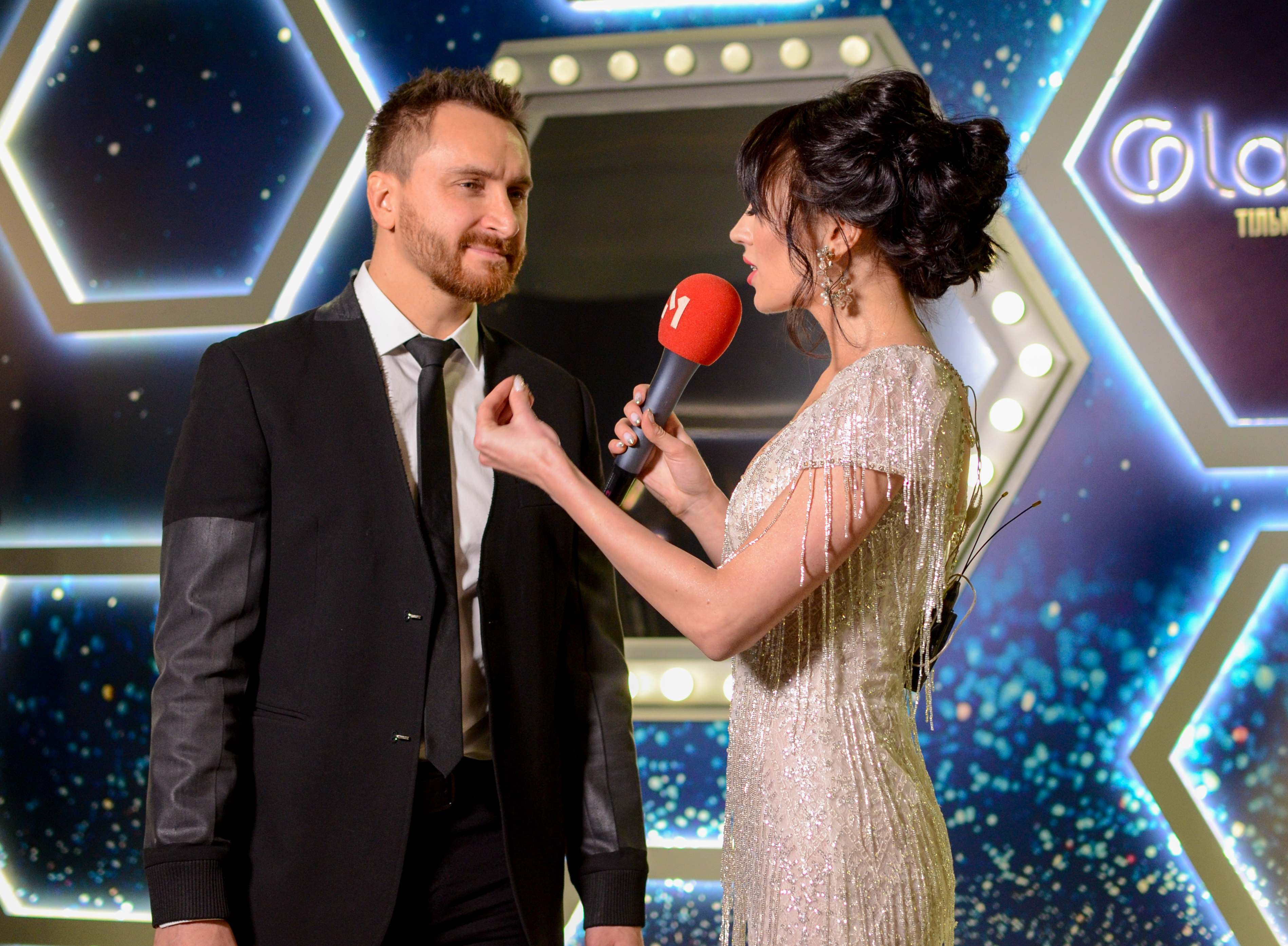
На церемонії M1 Music Awards із Тетяною Духонченко, 2019

- 2006 — Таврійські ігри
- 2009 — «Я теж був чужинцем» (Ряшів, Польща)На церемонії M1 Music Awards із Тетяною Духонченко, 2019
- 2012 — «High time to see Ukraine», виступ на Євро-2012 в Любліні, Польща[15]
- 2017 — Імпульс-фест (Харків)[16]
- 2018 — Atlas Weekend[17]

## Інше
- червень 2013 — разом з учасниками гурту СКАЙ Олег брав участь у програмі допомоги від ЮНІСЕФ дітям з інвалідністю та сиротам[18]
- 2018 — член журі конкурсу дитячих пісень 2018 «Яскраві діти України»

## Нагороди
- 2008 — MTV Europe Music Award номінація «Найкращий український виконавець»
- 2008 — Ukrainian ShowBiz Awards, найкращий український рок-гурт
- 2018 — Золота Жар-птиця, номінація «Найкраща балада»[19]
- 2008 — премія «НеПопса» від Джем ФМ у номінаціях «Найкращий вокаліст» та «Найкращий альбом року» («Планета С.К.А.Й.»)
- 2009 — премія «НеПопса» від Джем ФМ у номінаціях «Найкращий кліп року» («Подаруй світло») та «Найкращий тур року»
- 2010 — премія «Фаворит успіху» в номінації «Чоловічий гурт»
- 2013 — премія «НеПопса» в номінації «Найкраща акустична програма»
- 2016 — YUNA за найкращий дует
- 2018 — «Гордість Тернопілля»[20]
- 2021 — артист, що проїхав найбільшу відстань зі Сходу на Захід велосипедом за мінімальний час, категорія «Подорожі, вперше» у Книзі рекордів України[21]
- 2022 — медаль «За мужність в охороні державного кордону України»

## Сім'я
Колишня дружина — Марія Собчук (до 2023), мають двох дітей: Тетяну (нар. 2003), і сина Арсена (нар. 2009).
Батько і брат — моряки далекого плавання. Пісня «Лист додому» є присвятою від Олега батькові.

## Захоплення
Любить лижний спорт, плавання, біг, ковзани і футбол, ходить у походи та їздить велосипедом карпатськими горами.